# IC 2539
IC 2539 est une galaxie spirale située dans la constellation de la Machine pneumatique. Sa vitesse par rapport au fond diffus cosmologique est de 3 158 ± 23 km/s, ce qui correspond à une distance de Hubble de 46,6 ± 3,3 Mpc (∼152 millions d'al). Elle a été découverte par l'astronome américain DeLisle Stewart en 1900.
La classe de luminosité d'IC 2539 est II-III et elle présente une large raie HI.
À ce jour, une douzaine de mesures non basées sur le décalage vers le rouge (redshift) donnent une distance de 34,583 ± 4,276 Mpc (∼113 millions d'al), ce qui est à l'intérieur des valeurs de la distance de Hubble.

## Groupe de NGC 3095
La galaxie IC 2539 fait partie du petit groupe de NGC 3095 qui ne compte que trois galaxies. L'autre galaxie de ce groupe est NGC 3108.